# Apostolische Präfektur Shiqian
Die Apostolische Präfektur Shiqian (lat.: Apostolica Praefectura Shihtsienensis) ist eine in der Volksrepublik China gelegene römisch-katholische Apostolische Präfektur mit Sitz in Shiqian.

## Geschichte
Papst Pius XI. gründete die Mission sui juris Shihtsien mit dem Breve Vicariatus apostolici am 23. März 1932 aus Gebietsabtretungen des Apostolischen Vikariats Guiyang. Sie wurde mit der Bulle Pusillus christianorum am 2. Dezember 1937 zur Apostolischen Präfektur erhoben.
Im Jahr 1999 die hat die Chinesisch Katholisch-Patriotische Vereinigung die Bistümer Anlong, Guiyang und Shiqian zum Bistum Guizhou vereinigt. Seit 1987 war der geheime Ortsordinarius Augustine Hu Daguo, der am 17. Februar 2011 starb.

## Ordinarien

### Apostolischer Superior von Shihtsien
- Ludwig Baumeister MSC (11. November 1932–2. Dezember 1937)

### Apostolische Präfekten von Shiqian
- Matthias Buchholz MSC (10. Dezember 1937–1983)
- Augustine Hu Daguo (1987–17. Februar 2011)